# Intermontaan
Het woord intermontaan verwijst in de fysische geografie naar de locatie van een verschijnsel tussen de bergen. Het begrip verwijst naar plateaus en sedimentatiebekkens die werden gevormd door geologische processen. Meestal zijn intermontane plateaus vlakke open hooglandgebieden, die werden gevormd toen het land omhoog werd getild door tektonische activiteit en zijn intermontane bekkens gevormd door de afschuiving van sediment van omringende bergruggen.

## Voorbeelden van intermontane verschijnselen
- Bighornbekken - in de Amerikaanse staat Wyoming
- Cariboo - plateau in de Canadese provincie Brits-Columbia
- Grote Bekken (of Great Bassin) - groot plateau in de Amerikaanse staat Nevada en  delen van aangrenzende staten
- Hoogland van Bolivia (of Hoogland van de Andes of Altiplano) - grote intermontane regio in zuidwestelijk Bolivia en zuidelijk Peru
- Tibetaans Hoogland (of Tibet-Qinghaiplateau) - met 2,2 miljoen km² het grootste intermontane plateau ter wereld